# Люціан Висоцкі
Люціан Висоцкі (нім. Lucian Wysocki; 18 січня 1899, Гентомі — 13 грудня 1964, Дуйсбург) — німецький офіцер і політик, один із керівників нацистського окупаційного режиму в Балтії, бригадефюрер СА (20 січня 1939) і СС (21 червня 1940), генерал-майор поліції (27 вересня 1940).

## Біографія
Син католицького священника. 7 квітня 1917 року вступив в 249-й резервний піхотний полк. Учасник Першої світової війни, унтерофіцер (1918). У квітні 1917 року взятий у полон американськими військами. 29 серпня 1919 року звільнений і зарахований в рейхсвер. У 1920 році демобілізований; працював у гірничій промисловості в Басвайлері.
1 травня 1929 року вступив в НСДАП (квиток №132 988) та СА, отримав звання шарфюрера. У липні-листопаді 1932 та з березня 1933 року — депутат Рейхстагу. З серпня 1933 року — командир 138-го штандарту СА в Дуйсбурзі, з серпня 1934 року — 171-го штандарту СА у Вупперталі, з січня 1937 року — 73-ї бригади СА в Ессені. Одночасно із вересня 1937 по листопад 1939 року обіймав посаду президента поліції Обергаузена. З листопада 1939 по серпень 1941 року президент поліції Дуйсбурга, одночасно з січня 1940 по січень 1941 року — шеф головного відділу кримінальної поліції в Дуйсбурзі.
21 червня 1940 року перейшов із СА в СС (посвідчення № 365 199) і незабаром був призначений командиром гарнізону СС у Відні. З 11 серпня 1941 року — керівник СС та поліції у Литві зі штаб-квартирою у Каунасі. 2 липня 1943 року призначений керівником СС та поліції за особливими дорученнями при вищому керівникові СС та поліції в Білорусі. До обов'язків Висоцкі входила організація антипартизанських операцій на території Білорусі; безпосередньо керував каральними операціями. У березні 1944 року відкликаний в Німеччину і призначений президентом поліції Касселя. Після закінчення війни жив у Дуйсбурзі.

## Нагороди
- Залізний хрест 2-го класу
- Почесний хрест ветерана війни з мечами